# Vlag van Hoogheemraadschap van Delfland

De vlag van het Hoogheemraadschap van Delfland

De vlag van het Hoogheemraadschap van Delfland is in 1980 vastgesteld als de vlag van het Hoogheemraadschap van Delfland. De vlag is afgeleid op het logo van de Unie van Waterschappen, met het wapen in het midden geplaatst.

## Eerdere vlaggen
Eerder in 1893 is de vlag met twee even hoge banen van wit en blauw. Tot 1890 gebruikt de vlag als volgt:
Zeven banen, waarvan de hoogten zich verhouden als 1:1:1:3:1:1:1, rood, wit, blauw, wit, rood, wit, blauw, met in de witte baan het wapen; daaronder de Nederlandse Tuin, en omgeven door lauwertakken; langs alle zijden een rood-wit-blauwe driehoekige rand van 1/10 vlaghoogte, met afwisselend rood en blauw tegen de zijkanten.

Historische vlag (1893-ca. 1980)
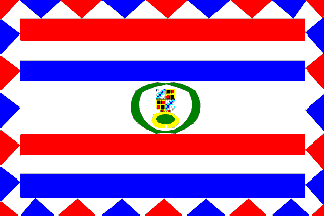
Historische vlag (tot 1890)

## Verwante afbeeldingen

Wapen van Hoogheemraadschap van Delfland
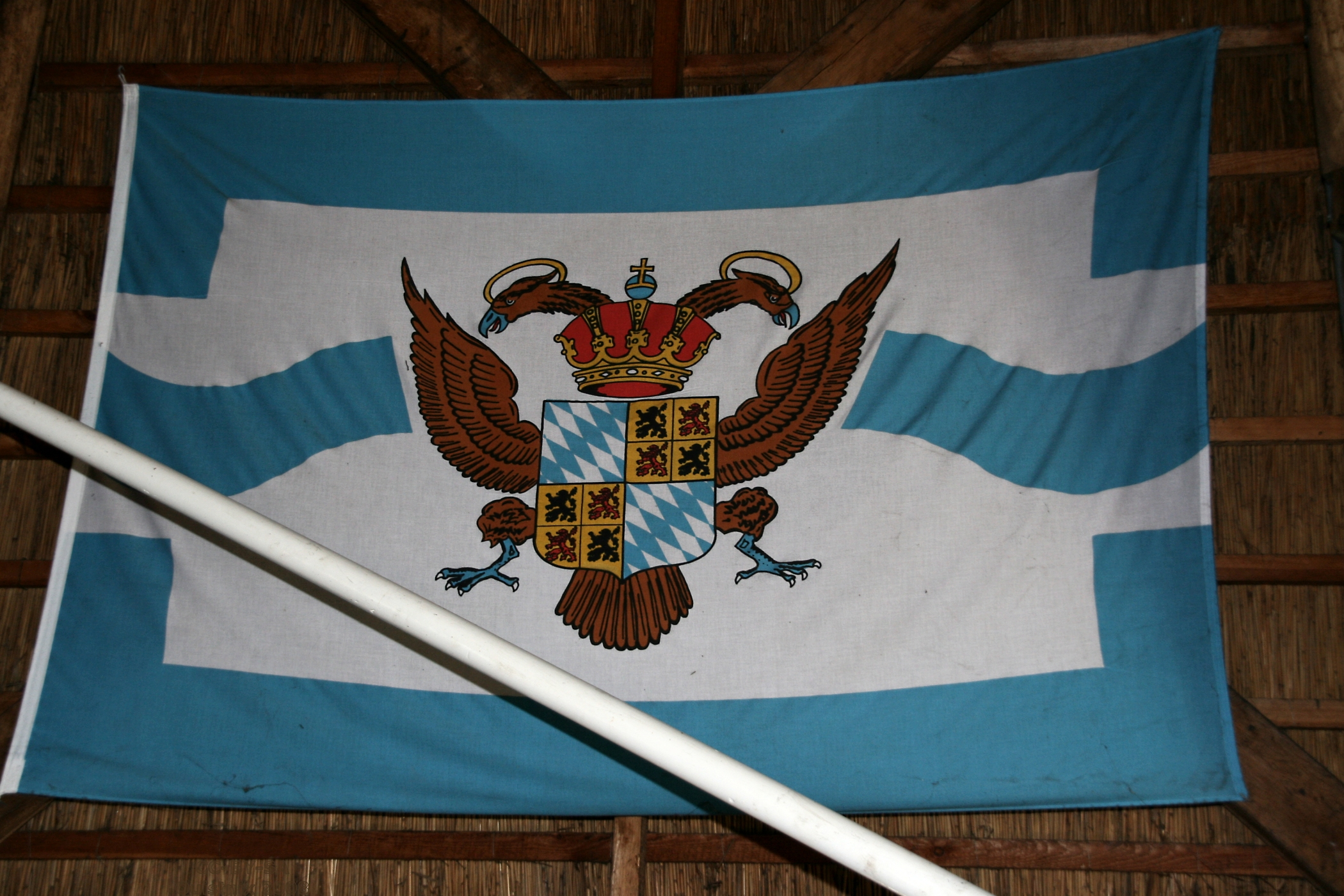
Vlag in De Nieuwlandse Molen

Aa en Maas · Amstel, Gooi en Vecht · Brabantse Delta · Delfland · De Dommel · Drents Overijsselse Delta · Fryslân · Hollands Noorderkwartier · Hollandse Delta · Hunze en Aa's · Limburg · Noorderzijlvest · Rijn en IJssel · Rijnland · Rivierenland · Scheldestromen · Schieland en de Krimpenerwaard · De Stichtse Rijnlanden · Vallei en Veluwe · Vechtstromen · Zuiderzeeland
Voormalige waterschappen: 
De Aa · De Aarlanden · Alblasserwaard en de Vijfheerenlanden · De Alm · Amelander Grieën · Amstel- en Gooiland · Amstelland · Boarn en Klif · De Bovenvecht · Drentse Aa · Duurswold · Eemszijlvest · Goeree-Overflakkee · Gouwelanden · Groot Maas en Waal · Groot-Haarlemmermeer · Groot-Waterschap van Woerden · Groote Waard · Haarlemmermeerpolder · Hulster Ambacht · IJsselmonde · Krimpenerwaard · Land van Heusden en Altena · Het Lange Rond · Lauwerswâlden · Leidse Rijn · Linge · De Maaskant · Het Maasterras · Mark en Dintel · Marne-Middelsee · Meer en Woude · De Middelsékrite · De Nederwaard · Noord-Beveland · Noord- en Zuid-Beveland · Noord-Limburg · Noord-Veluwe · Noordhollands Noorderkwartier · Noordoostpolder · Noordwoude · Oldambt · Oude IJssel · De Overwaard · De Proosdijlanden · Purmer · Regge en Dinkel · De Runde · Salland · Schermer · Schieland · De Schipbeek · Schouwen-Duiveland · Sevenwolden · De Stellingwerven · Tholen · Tusken Waed en Ie · Uitwaterende Sluizen in Kennemerland en West-Friesland · De Vechtlanden · De Vier Noorder Koggen · Het Vrije van Sluis · De Waadkant · Walcheren · Waterland · De Waterlanden · Westergo's IJsselmeerdijken · Westerkwartier · Westfriesland · Wilck en Wiericke · Wilhelminapolder · Zuiveringschap Limburg